# Dance with Me
Dance with Me ist ein US-amerikanischer Tanzfilm aus dem Jahr 1998 mit Vanessa Williams und Chayanne in den Hauptrollen.

## Handlung
Nachdem er seine Mutter beerdigt hat, kommt Rafael Infante (Chayanne) von Santiago, Kuba, nach Houston, Texas, um für einen Mann namens John Burnett (Kris Kristofferson) als Handwerker in Burnetts Tanzstudio zu arbeiten. Schnell wird dem Zuschauer klar, dass Burnett der Vater ist, den Rafael nie kannte. Während er dort arbeitet, verliebt er sich in die Tänzerin und Tanzlehrerin Ruby Sinclair (Vanessa L. Williams), die ihn abgeholt hat.
Es stellt sich heraus, dass sich die Tänzer des Studios auf einen Tanzwettbewerb in Las Vegas vorbereiten und dass auch Ruby daran teilnehmen wird. Rafael kommt Ruby näher und ihre Anziehung zueinander wächst, aber sie ist nicht bereit, sich auf eine Beziehung einzulassen, da sie sich auf das Tanzen konzentriert.
In der Zwischenzeit gewinnt Rafael die Freundschaft der älteren Tänzerin Bea Johnson (Joan Plowright) sowie der Studio-Empfangsdame Lovejoy (Beth Grant), aber er verursacht auch Unbehagen bei Burnett, der sich plötzlich in sich selbst zurückzuziehen beginnt und weniger Interesse an den Vorbereitungen für den Wettbewerb zeigt, sehr zum Leidwesen seiner Partnerin Patricia Black (Jane Krakowski).
Als er Burnett zu Hause besucht, bietet Rafael ihm an, seinen alten und kaputten Truck zu reparieren. Er und Ruby fahren in die Stadt, um die Teile zu besorgen, die für die Reparatur des Trucks benötigt werden und werden von einem kubanischen Mann, dessen Tochter sich verlobt, zu einer Verlobungsparty eingeladen. Dort erfahren die beiden mehr übereinander, als er ihr erzählt, dass seine Mutter gestorben ist, er aber seinen Vater nie gekannt hat.
Später lädt Rafael Ruby zu einer Tanzparty in einem Club in der Stadt ein und sie verabreden sich für den folgenden Samstagabend. Bevor er geht, hilft Rafael Patricia, eine Hebefigur zu lernen und erklärt ihr, dass seine Mutter ihn dazu gebracht hat, ein wenig Ballettunterricht zu nehmen. Am folgenden Samstag gehen er und Ruby zu der Party, auf der sie zusammen mit anderen Tänzern den lateinamerikanischen Salsa-Tanz zu einem Lied von Albita Rodriguez aufführen.
Nach der Party begleitet er Ruby Hause, wo er herausfindet, dass sie einen 7-jährigen Sohn Peter (Chaz Oswill) hat, auf den Bea in Rubys Abwesenheit aufpasst und der von Rubys ehemaligem Tanzpartner Julian Marshall (Rick Valenzuela) gezeugt wurde. Ruby un Rafael kommen sich näher und küssen sich leidenschaftlich, aber sie bricht es schließlich ab.
Später kommt Rafael zu Burnett nach Hause, um den restaurierten Truck vorzuführen, sehr zu dessen Freude. Patricia kommt vorbei und bittet John ihr zu erklären, warum er kein Interesse mehr an ihrer Choreographie hat. John verweist auf seinen kaputten Rücken und sagt ihr, dass sie gerne mit Rafael tanzen kann. Patricia und Rafael beginnen zum Erstaunen der anderen Tänzer im Studio mit dem Training.
Nach der Probe hört Rafael zufällig, wie John zu Lovejoy sagt, dass Ruby alleine nach Las Vegas ginge und sie außerdem bittet, Rafael statt ihm als Patricias Partner anzugeben.
Da Rafael spürt, dass Ruby sich wieder mit Julian vereinen will, geht er zu Ruby. Sie erklärt ihm, dass Peter so seinen Vater öfter sehen kann und dass sie sich nicht verlieben möchte. Während eines Angelausflugs mit Burnett ist Rafael schockiert, als Burnett ihm mitteilt, dass er nach dem Wettbewerb nach Kuba zurückkehren müsse und dass er keinen Sohn habe. Am Boden zerstört von der doppelten Ablehnung, beschließt er, nach seinem Tanz mit Patricia nach Kuba zurückzukehren.
In Las Vegas trifft Rafael Ruby und sagt ihr, dass er nach dem Wettbewerb nach Kuba zurückkehren würde. Burnett, der noch in Texas beim Angeln ist, denkt über seine harte Zurückweisung von Rafael nach und beschließt, zum nach Vegas zu fahren, um sich bei Rafael zu entschuldigen und ihn zu überreden in Texas zu bleiben. Rafael tanzt mit Patricia und während sie den beiden zusieht, merkt Ruby, dass sie in Rafael verliebt ist und fühlt einen Stich der Eifersucht, als sie die beiden zusammen sieht.
Gerade als Rafael und Patricia die Bühne verlassen, kommt Bea herein und sagt: "Das will ich auch machen", und sie und Rafael führen einen sehr humorvollen Tanz auf, zur Belustigung und Freude des Publikums. Nach dem Tanz trifft sich Burnett mit Rafael. Er lobt dessen Tanz, entschuldigt sich und überzeugt ihn schließlich zu bleiben.
Der Hauptwettbewerb, an dem Ruby und ihr Partner Julian teilnehmen, beginnt. Trotz der Spannungen zwischen ihnen gewinnen sie den Wettbewerb. Ruby richtet während er Rumba fast die ganze Zeit ihre Augen auf Rafael, der im Publikum sitzt und sie beobachtet, doch er geht und als Ruby sich umschaut, ohne ihn zu sehen, bricht sie in Tränen aus.
Später auf einer Tanzparty für alle Teilnehmerinnen wird Ruby von einem Mann angesprochen, der ihr eine Stelle in Chicago anbietet. Doch zu ihrer Erleichterung taucht Rafael wieder auf und führt sie auf die Tanzfläche für eine letzte Tanzszene, bei der der Rest der Tänzer mit Bewunderung zusieht.
Der Film endet im Studio mit den gesamten Studiomitgliedern und einigen neuen Tänzern, die zu dem Titelsong "You Are My Home" von Chayanne und Williams selbst tanzen.

## Kritiken
Das Lexikon des internationalen Films schrieb, der Film sei „uninspiriert“, „klischeebeladen“ und „inszenatorisch bieder“. Der Stil wurde mit einer „Fernseh-Seifenoper“ verglichen.
Prisma-Online bezeichnete die Geschichte als „ziemlich altbacken und vorhersehbar“, doch „die Latino-Musik und einige gelungene Tanzszenen sorgen trotzdem für gute Laune“. Insgesamt wird der Film als „annehmbar“ bewertet.
Das Fazit von Cinema lautet: „Anspruchsloses Schauvergnügen“

## Auszeichnungen
Joan Plowright wurde im Jahr 1999 für den Golden Satellite Award nominiert. Daryl B. Kell wurde 1999 für den Tonschnitt für den Song You Are My Home für den Golden Reel Award nominiert. Chayanne, William Marquez, sowie das aus Vanessa Williams und Chayanne bestehende Paar, wurden 1999 für den ALMA Award nominiert.

## Trivia
- Der Film kam am 21. August 1998 in die US-amerikanischen Kinos.
- Die deutsche Videopremiere war am 1. Juli 1999.[4]
- Die Szenen im Film, die in Kuba spielen sollen, wurden in der Dominikanischen Republik gedreht.
- Die DVD-Veröffentlichung trägt den Untertitel "Salsa, Lust und Leidenschaft".